# 9080 Takayanagi
9080 Takayanagi (1994 TP) là một tiểu hành tinh vành đai chính được phát hiện ngày 2 tháng 10 năm 1994 bởi K. Endate và K. Watanabe ở Kitami.